# 武禹襄

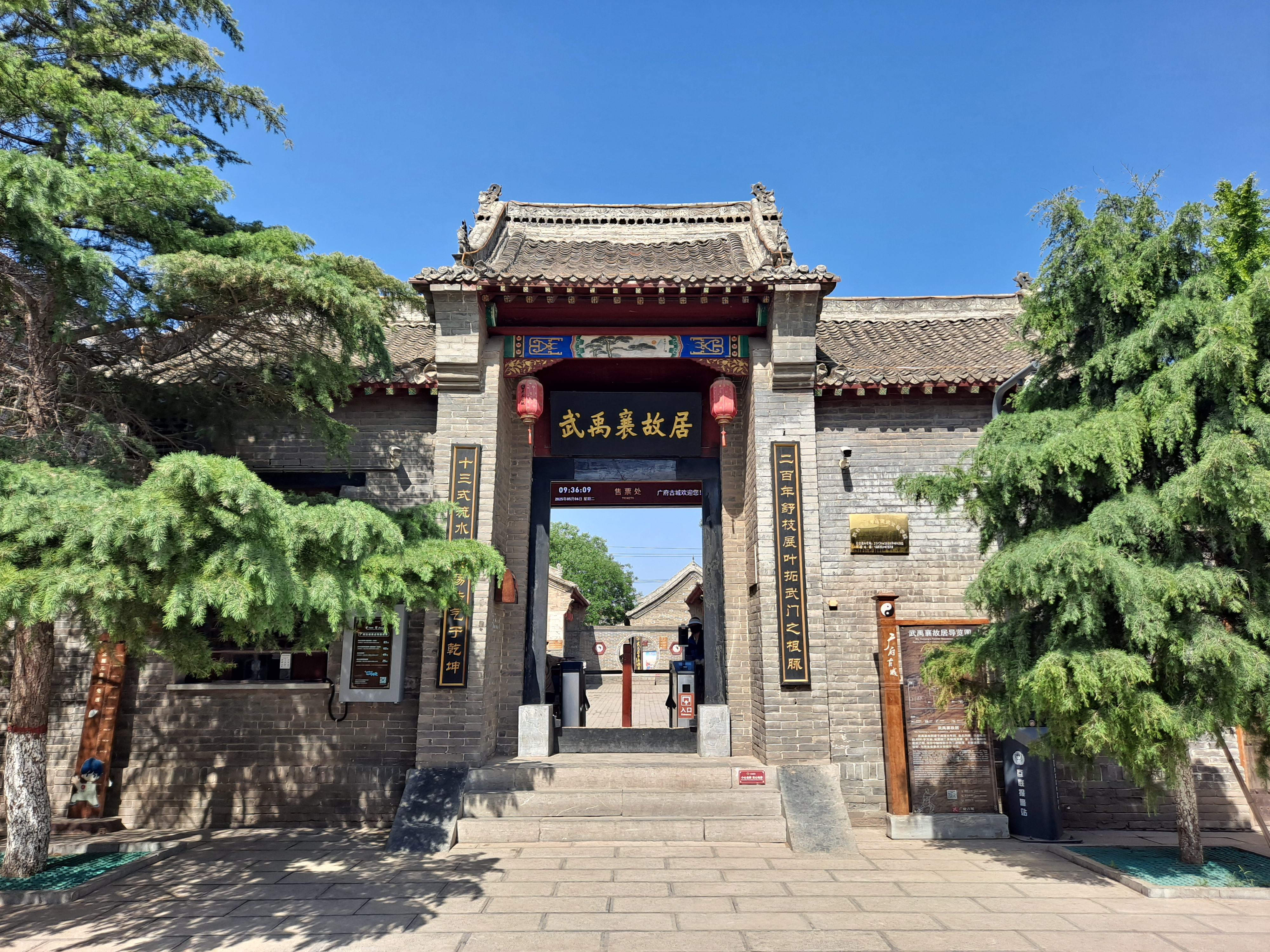
邯郸广府古城武禹襄故居

武禹襄（1812年—1880年）。河北永年人，出身官绅人家。当杨露禅从陈家沟返乡，武氏兄弟爱其术，从杨学习十三式大架，得其梗概。后武禹襄兄长于1852年中进士，任河南舞阳知县。武禹襄赴兄长任所，顺道过温县陈家沟，拟求益于陈长兴(1771-1853)。经长兴老介绍，遂从趙堡鎮陈青萍学小架，学拳月余，备悉理法要义。又于舞阳盐店得王宗岳（乾隆年间人）《太极拳论》更有启悟，以练拳心得著有《打手要言》；又衍为《十三势行工心解》。并归纳锻炼要领为《身法八要》。其著作简单精要，无一虚浮。後人稱其拳術為武氏太極拳。
武禹襄传其甥李亦畲(1832-1892)。李亦畲传其子李石泉、李逊之，姨甥马同文，以及学生郝为真、葛福来等。
在武禹襄武式太極拳以後，陳清萍之前之（陳氏長拳）武術歷史改變了。（太極拳）歷史演變了，加入了王宗岳、蔣發等人物。後又有太極拳創自武當派張三丰之說。